# Vopli Vidopliassova
Vopli Vidopliassova (ukrainska: Воплі Відоплясова) är ett ukrainskt rockband bildat 1986 i Kiev. Bandnamnet kan översättas till Vidopljasovs ylande och är hämtat från Fjodor Dostojevskijs novell Byn Stepantjikovo och dess invånare där Vidopljasov sägs ha författat sitt opus med hjälp av själens rop eller ylande.

## Historik
Vopli Vidopliassova är ett av Ukrainas äldsta ännu existerande rockband. Med sin experimentella mix av hårdrock, punk, folkmusik och jazz samt livfulla framträdanden har de sedan 1990-talet skapat sig en trogen och stor publik i hemlandet Ukraina och andra gamla sovjetrepubliker.
Bandet deltog aktivt i den så kallade orangea revolutionen 2004 bland annat genom att framträda inför de demonstrerande massorna på Självständighetstorget i Kiev.

## Medlemmar
- Oleh Skrypka (Олег Скрипка): sång, dragspel, gitarr
- Oleksij Meltjenko (Олексій Мельченко): bas
- Jevhenij Rohatjevskyj (Євгеній Рогачевський): gitarr
- Serhij Sachno (Сергій Сахно): trummor

Tidigare medlemmar
- Oleksandr Pipa (Олександр Піпа): bas

## Diskografi
- 1991 ABO-ABO (АБО-АБО) (livealbum)
- 1994 Kraina Mrij (Країна мрій)
- 1997 Muzika (Музіка)
- 2000 Chvyli Amura (Хвилі амура)
- 2001 Mamaj (Мамай) (maxi-singel)
- 2002 Fajno (Файно)
- 2006 Buly Denky (Були деньки)